# Péter Dely
Péter Dely (Sárospatak, 5 luglio 1934 – Sárospatak, 29 dicembre 2012) è stato uno scacchista ungherese.
Maestro Internazionale dal 1962, fu uno dei più forti giocatori ungheresi degli anni Sessanta e Settanta.
Nel 1999 la FIDE gli riconobbe il titolo di Grande maestro "Ad Honorem".
Partecipò con la nazionale ungherese a due Campionati europei a squadre:
- nel 1965 ad Amburgo  (medaglia di bronzo di squadra);
- nel 1970 a Kapfenberg  (medaglia d'argento individuale e di squadra).[1]

Principali risultati di torneo:
|   | a | b | c | d | e | f | g | h |   |
| 8 | a8 torre del nero · c8 alfiere del nero · d8 donna del nero · e8 re del nero · f8 alfiere del nero · h8 torre del nero · b7 pedone del nero · f7 pedone del nero · g7 pedone del nero · h7 pedone del nero · a6 pedone del nero · c6 cavallo del nero · e6 pedone del nero · f6 cavallo del nero · d5 pedone del nero · c4 pedone del bianco · e4 pedone del bianco · a3 cavallo del bianco · c3 cavallo del bianco · a2 pedone del bianco · b2 pedone del bianco · f2 pedone del bianco · g2 pedone del bianco · h2 pedone del bianco · a1 torre del bianco · c1 alfiere del bianco · d1 donna del bianco · e1 re del bianco · f1 alfiere del bianco · h1 torre del bianco | a8 torre del nero · c8 alfiere del nero · d8 donna del nero · e8 re del nero · f8 alfiere del nero · h8 torre del nero · b7 pedone del nero · f7 pedone del nero · g7 pedone del nero · h7 pedone del nero · a6 pedone del nero · c6 cavallo del nero · e6 pedone del nero · f6 cavallo del nero · d5 pedone del nero · c4 pedone del bianco · e4 pedone del bianco · a3 cavallo del bianco · c3 cavallo del bianco · a2 pedone del bianco · b2 pedone del bianco · f2 pedone del bianco · g2 pedone del bianco · h2 pedone del bianco · a1 torre del bianco · c1 alfiere del bianco · d1 donna del bianco · e1 re del bianco · f1 alfiere del bianco · h1 torre del bianco | a8 torre del nero · c8 alfiere del nero · d8 donna del nero · e8 re del nero · f8 alfiere del nero · h8 torre del nero · b7 pedone del nero · f7 pedone del nero · g7 pedone del nero · h7 pedone del nero · a6 pedone del nero · c6 cavallo del nero · e6 pedone del nero · f6 cavallo del nero · d5 pedone del nero · c4 pedone del bianco · e4 pedone del bianco · a3 cavallo del bianco · c3 cavallo del bianco · a2 pedone del bianco · b2 pedone del bianco · f2 pedone del bianco · g2 pedone del bianco · h2 pedone del bianco · a1 torre del bianco · c1 alfiere del bianco · d1 donna del bianco · e1 re del bianco · f1 alfiere del bianco · h1 torre del bianco | a8 torre del nero · c8 alfiere del nero · d8 donna del nero · e8 re del nero · f8 alfiere del nero · h8 torre del nero · b7 pedone del nero · f7 pedone del nero · g7 pedone del nero · h7 pedone del nero · a6 pedone del nero · c6 cavallo del nero · e6 pedone del nero · f6 cavallo del nero · d5 pedone del nero · c4 pedone del bianco · e4 pedone del bianco · a3 cavallo del bianco · c3 cavallo del bianco · a2 pedone del bianco · b2 pedone del bianco · f2 pedone del bianco · g2 pedone del bianco · h2 pedone del bianco · a1 torre del bianco · c1 alfiere del bianco · d1 donna del bianco · e1 re del bianco · f1 alfiere del bianco · h1 torre del bianco | a8 torre del nero · c8 alfiere del nero · d8 donna del nero · e8 re del nero · f8 alfiere del nero · h8 torre del nero · b7 pedone del nero · f7 pedone del nero · g7 pedone del nero · h7 pedone del nero · a6 pedone del nero · c6 cavallo del nero · e6 pedone del nero · f6 cavallo del nero · d5 pedone del nero · c4 pedone del bianco · e4 pedone del bianco · a3 cavallo del bianco · c3 cavallo del bianco · a2 pedone del bianco · b2 pedone del bianco · f2 pedone del bianco · g2 pedone del bianco · h2 pedone del bianco · a1 torre del bianco · c1 alfiere del bianco · d1 donna del bianco · e1 re del bianco · f1 alfiere del bianco · h1 torre del bianco | a8 torre del nero · c8 alfiere del nero · d8 donna del nero · e8 re del nero · f8 alfiere del nero · h8 torre del nero · b7 pedone del nero · f7 pedone del nero · g7 pedone del nero · h7 pedone del nero · a6 pedone del nero · c6 cavallo del nero · e6 pedone del nero · f6 cavallo del nero · d5 pedone del nero · c4 pedone del bianco · e4 pedone del bianco · a3 cavallo del bianco · c3 cavallo del bianco · a2 pedone del bianco · b2 pedone del bianco · f2 pedone del bianco · g2 pedone del bianco · h2 pedone del bianco · a1 torre del bianco · c1 alfiere del bianco · d1 donna del bianco · e1 re del bianco · f1 alfiere del bianco · h1 torre del bianco | a8 torre del nero · c8 alfiere del nero · d8 donna del nero · e8 re del nero · f8 alfiere del nero · h8 torre del nero · b7 pedone del nero · f7 pedone del nero · g7 pedone del nero · h7 pedone del nero · a6 pedone del nero · c6 cavallo del nero · e6 pedone del nero · f6 cavallo del nero · d5 pedone del nero · c4 pedone del bianco · e4 pedone del bianco · a3 cavallo del bianco · c3 cavallo del bianco · a2 pedone del bianco · b2 pedone del bianco · f2 pedone del bianco · g2 pedone del bianco · h2 pedone del bianco · a1 torre del bianco · c1 alfiere del bianco · d1 donna del bianco · e1 re del bianco · f1 alfiere del bianco · h1 torre del bianco | a8 torre del nero · c8 alfiere del nero · d8 donna del nero · e8 re del nero · f8 alfiere del nero · h8 torre del nero · b7 pedone del nero · f7 pedone del nero · g7 pedone del nero · h7 pedone del nero · a6 pedone del nero · c6 cavallo del nero · e6 pedone del nero · f6 cavallo del nero · d5 pedone del nero · c4 pedone del bianco · e4 pedone del bianco · a3 cavallo del bianco · c3 cavallo del bianco · a2 pedone del bianco · b2 pedone del bianco · f2 pedone del bianco · g2 pedone del bianco · h2 pedone del bianco · a1 torre del bianco · c1 alfiere del bianco · d1 donna del bianco · e1 re del bianco · f1 alfiere del bianco · h1 torre del bianco | 8 |
| 7 | a8 torre del nero · c8 alfiere del nero · d8 donna del nero · e8 re del nero · f8 alfiere del nero · h8 torre del nero · b7 pedone del nero · f7 pedone del nero · g7 pedone del nero · h7 pedone del nero · a6 pedone del nero · c6 cavallo del nero · e6 pedone del nero · f6 cavallo del nero · d5 pedone del nero · c4 pedone del bianco · e4 pedone del bianco · a3 cavallo del bianco · c3 cavallo del bianco · a2 pedone del bianco · b2 pedone del bianco · f2 pedone del bianco · g2 pedone del bianco · h2 pedone del bianco · a1 torre del bianco · c1 alfiere del bianco · d1 donna del bianco · e1 re del bianco · f1 alfiere del bianco · h1 torre del bianco | a8 torre del nero · c8 alfiere del nero · d8 donna del nero · e8 re del nero · f8 alfiere del nero · h8 torre del nero · b7 pedone del nero · f7 pedone del nero · g7 pedone del nero · h7 pedone del nero · a6 pedone del nero · c6 cavallo del nero · e6 pedone del nero · f6 cavallo del nero · d5 pedone del nero · c4 pedone del bianco · e4 pedone del bianco · a3 cavallo del bianco · c3 cavallo del bianco · a2 pedone del bianco · b2 pedone del bianco · f2 pedone del bianco · g2 pedone del bianco · h2 pedone del bianco · a1 torre del bianco · c1 alfiere del bianco · d1 donna del bianco · e1 re del bianco · f1 alfiere del bianco · h1 torre del bianco | a8 torre del nero · c8 alfiere del nero · d8 donna del nero · e8 re del nero · f8 alfiere del nero · h8 torre del nero · b7 pedone del nero · f7 pedone del nero · g7 pedone del nero · h7 pedone del nero · a6 pedone del nero · c6 cavallo del nero · e6 pedone del nero · f6 cavallo del nero · d5 pedone del nero · c4 pedone del bianco · e4 pedone del bianco · a3 cavallo del bianco · c3 cavallo del bianco · a2 pedone del bianco · b2 pedone del bianco · f2 pedone del bianco · g2 pedone del bianco · h2 pedone del bianco · a1 torre del bianco · c1 alfiere del bianco · d1 donna del bianco · e1 re del bianco · f1 alfiere del bianco · h1 torre del bianco | a8 torre del nero · c8 alfiere del nero · d8 donna del nero · e8 re del nero · f8 alfiere del nero · h8 torre del nero · b7 pedone del nero · f7 pedone del nero · g7 pedone del nero · h7 pedone del nero · a6 pedone del nero · c6 cavallo del nero · e6 pedone del nero · f6 cavallo del nero · d5 pedone del nero · c4 pedone del bianco · e4 pedone del bianco · a3 cavallo del bianco · c3 cavallo del bianco · a2 pedone del bianco · b2 pedone del bianco · f2 pedone del bianco · g2 pedone del bianco · h2 pedone del bianco · a1 torre del bianco · c1 alfiere del bianco · d1 donna del bianco · e1 re del bianco · f1 alfiere del bianco · h1 torre del bianco | a8 torre del nero · c8 alfiere del nero · d8 donna del nero · e8 re del nero · f8 alfiere del nero · h8 torre del nero · b7 pedone del nero · f7 pedone del nero · g7 pedone del nero · h7 pedone del nero · a6 pedone del nero · c6 cavallo del nero · e6 pedone del nero · f6 cavallo del nero · d5 pedone del nero · c4 pedone del bianco · e4 pedone del bianco · a3 cavallo del bianco · c3 cavallo del bianco · a2 pedone del bianco · b2 pedone del bianco · f2 pedone del bianco · g2 pedone del bianco · h2 pedone del bianco · a1 torre del bianco · c1 alfiere del bianco · d1 donna del bianco · e1 re del bianco · f1 alfiere del bianco · h1 torre del bianco | a8 torre del nero · c8 alfiere del nero · d8 donna del nero · e8 re del nero · f8 alfiere del nero · h8 torre del nero · b7 pedone del nero · f7 pedone del nero · g7 pedone del nero · h7 pedone del nero · a6 pedone del nero · c6 cavallo del nero · e6 pedone del nero · f6 cavallo del nero · d5 pedone del nero · c4 pedone del bianco · e4 pedone del bianco · a3 cavallo del bianco · c3 cavallo del bianco · a2 pedone del bianco · b2 pedone del bianco · f2 pedone del bianco · g2 pedone del bianco · h2 pedone del bianco · a1 torre del bianco · c1 alfiere del bianco · d1 donna del bianco · e1 re del bianco · f1 alfiere del bianco · h1 torre del bianco | a8 torre del nero · c8 alfiere del nero · d8 donna del nero · e8 re del nero · f8 alfiere del nero · h8 torre del nero · b7 pedone del nero · f7 pedone del nero · g7 pedone del nero · h7 pedone del nero · a6 pedone del nero · c6 cavallo del nero · e6 pedone del nero · f6 cavallo del nero · d5 pedone del nero · c4 pedone del bianco · e4 pedone del bianco · a3 cavallo del bianco · c3 cavallo del bianco · a2 pedone del bianco · b2 pedone del bianco · f2 pedone del bianco · g2 pedone del bianco · h2 pedone del bianco · a1 torre del bianco · c1 alfiere del bianco · d1 donna del bianco · e1 re del bianco · f1 alfiere del bianco · h1 torre del bianco | a8 torre del nero · c8 alfiere del nero · d8 donna del nero · e8 re del nero · f8 alfiere del nero · h8 torre del nero · b7 pedone del nero · f7 pedone del nero · g7 pedone del nero · h7 pedone del nero · a6 pedone del nero · c6 cavallo del nero · e6 pedone del nero · f6 cavallo del nero · d5 pedone del nero · c4 pedone del bianco · e4 pedone del bianco · a3 cavallo del bianco · c3 cavallo del bianco · a2 pedone del bianco · b2 pedone del bianco · f2 pedone del bianco · g2 pedone del bianco · h2 pedone del bianco · a1 torre del bianco · c1 alfiere del bianco · d1 donna del bianco · e1 re del bianco · f1 alfiere del bianco · h1 torre del bianco | 7 |
| 6 | a8 torre del nero · c8 alfiere del nero · d8 donna del nero · e8 re del nero · f8 alfiere del nero · h8 torre del nero · b7 pedone del nero · f7 pedone del nero · g7 pedone del nero · h7 pedone del nero · a6 pedone del nero · c6 cavallo del nero · e6 pedone del nero · f6 cavallo del nero · d5 pedone del nero · c4 pedone del bianco · e4 pedone del bianco · a3 cavallo del bianco · c3 cavallo del bianco · a2 pedone del bianco · b2 pedone del bianco · f2 pedone del bianco · g2 pedone del bianco · h2 pedone del bianco · a1 torre del bianco · c1 alfiere del bianco · d1 donna del bianco · e1 re del bianco · f1 alfiere del bianco · h1 torre del bianco | a8 torre del nero · c8 alfiere del nero · d8 donna del nero · e8 re del nero · f8 alfiere del nero · h8 torre del nero · b7 pedone del nero · f7 pedone del nero · g7 pedone del nero · h7 pedone del nero · a6 pedone del nero · c6 cavallo del nero · e6 pedone del nero · f6 cavallo del nero · d5 pedone del nero · c4 pedone del bianco · e4 pedone del bianco · a3 cavallo del bianco · c3 cavallo del bianco · a2 pedone del bianco · b2 pedone del bianco · f2 pedone del bianco · g2 pedone del bianco · h2 pedone del bianco · a1 torre del bianco · c1 alfiere del bianco · d1 donna del bianco · e1 re del bianco · f1 alfiere del bianco · h1 torre del bianco | a8 torre del nero · c8 alfiere del nero · d8 donna del nero · e8 re del nero · f8 alfiere del nero · h8 torre del nero · b7 pedone del nero · f7 pedone del nero · g7 pedone del nero · h7 pedone del nero · a6 pedone del nero · c6 cavallo del nero · e6 pedone del nero · f6 cavallo del nero · d5 pedone del nero · c4 pedone del bianco · e4 pedone del bianco · a3 cavallo del bianco · c3 cavallo del bianco · a2 pedone del bianco · b2 pedone del bianco · f2 pedone del bianco · g2 pedone del bianco · h2 pedone del bianco · a1 torre del bianco · c1 alfiere del bianco · d1 donna del bianco · e1 re del bianco · f1 alfiere del bianco · h1 torre del bianco | a8 torre del nero · c8 alfiere del nero · d8 donna del nero · e8 re del nero · f8 alfiere del nero · h8 torre del nero · b7 pedone del nero · f7 pedone del nero · g7 pedone del nero · h7 pedone del nero · a6 pedone del nero · c6 cavallo del nero · e6 pedone del nero · f6 cavallo del nero · d5 pedone del nero · c4 pedone del bianco · e4 pedone del bianco · a3 cavallo del bianco · c3 cavallo del bianco · a2 pedone del bianco · b2 pedone del bianco · f2 pedone del bianco · g2 pedone del bianco · h2 pedone del bianco · a1 torre del bianco · c1 alfiere del bianco · d1 donna del bianco · e1 re del bianco · f1 alfiere del bianco · h1 torre del bianco | a8 torre del nero · c8 alfiere del nero · d8 donna del nero · e8 re del nero · f8 alfiere del nero · h8 torre del nero · b7 pedone del nero · f7 pedone del nero · g7 pedone del nero · h7 pedone del nero · a6 pedone del nero · c6 cavallo del nero · e6 pedone del nero · f6 cavallo del nero · d5 pedone del nero · c4 pedone del bianco · e4 pedone del bianco · a3 cavallo del bianco · c3 cavallo del bianco · a2 pedone del bianco · b2 pedone del bianco · f2 pedone del bianco · g2 pedone del bianco · h2 pedone del bianco · a1 torre del bianco · c1 alfiere del bianco · d1 donna del bianco · e1 re del bianco · f1 alfiere del bianco · h1 torre del bianco | a8 torre del nero · c8 alfiere del nero · d8 donna del nero · e8 re del nero · f8 alfiere del nero · h8 torre del nero · b7 pedone del nero · f7 pedone del nero · g7 pedone del nero · h7 pedone del nero · a6 pedone del nero · c6 cavallo del nero · e6 pedone del nero · f6 cavallo del nero · d5 pedone del nero · c4 pedone del bianco · e4 pedone del bianco · a3 cavallo del bianco · c3 cavallo del bianco · a2 pedone del bianco · b2 pedone del bianco · f2 pedone del bianco · g2 pedone del bianco · h2 pedone del bianco · a1 torre del bianco · c1 alfiere del bianco · d1 donna del bianco · e1 re del bianco · f1 alfiere del bianco · h1 torre del bianco | a8 torre del nero · c8 alfiere del nero · d8 donna del nero · e8 re del nero · f8 alfiere del nero · h8 torre del nero · b7 pedone del nero · f7 pedone del nero · g7 pedone del nero · h7 pedone del nero · a6 pedone del nero · c6 cavallo del nero · e6 pedone del nero · f6 cavallo del nero · d5 pedone del nero · c4 pedone del bianco · e4 pedone del bianco · a3 cavallo del bianco · c3 cavallo del bianco · a2 pedone del bianco · b2 pedone del bianco · f2 pedone del bianco · g2 pedone del bianco · h2 pedone del bianco · a1 torre del bianco · c1 alfiere del bianco · d1 donna del bianco · e1 re del bianco · f1 alfiere del bianco · h1 torre del bianco | a8 torre del nero · c8 alfiere del nero · d8 donna del nero · e8 re del nero · f8 alfiere del nero · h8 torre del nero · b7 pedone del nero · f7 pedone del nero · g7 pedone del nero · h7 pedone del nero · a6 pedone del nero · c6 cavallo del nero · e6 pedone del nero · f6 cavallo del nero · d5 pedone del nero · c4 pedone del bianco · e4 pedone del bianco · a3 cavallo del bianco · c3 cavallo del bianco · a2 pedone del bianco · b2 pedone del bianco · f2 pedone del bianco · g2 pedone del bianco · h2 pedone del bianco · a1 torre del bianco · c1 alfiere del bianco · d1 donna del bianco · e1 re del bianco · f1 alfiere del bianco · h1 torre del bianco | 6 |
| 5 | a8 torre del nero · c8 alfiere del nero · d8 donna del nero · e8 re del nero · f8 alfiere del nero · h8 torre del nero · b7 pedone del nero · f7 pedone del nero · g7 pedone del nero · h7 pedone del nero · a6 pedone del nero · c6 cavallo del nero · e6 pedone del nero · f6 cavallo del nero · d5 pedone del nero · c4 pedone del bianco · e4 pedone del bianco · a3 cavallo del bianco · c3 cavallo del bianco · a2 pedone del bianco · b2 pedone del bianco · f2 pedone del bianco · g2 pedone del bianco · h2 pedone del bianco · a1 torre del bianco · c1 alfiere del bianco · d1 donna del bianco · e1 re del bianco · f1 alfiere del bianco · h1 torre del bianco | a8 torre del nero · c8 alfiere del nero · d8 donna del nero · e8 re del nero · f8 alfiere del nero · h8 torre del nero · b7 pedone del nero · f7 pedone del nero · g7 pedone del nero · h7 pedone del nero · a6 pedone del nero · c6 cavallo del nero · e6 pedone del nero · f6 cavallo del nero · d5 pedone del nero · c4 pedone del bianco · e4 pedone del bianco · a3 cavallo del bianco · c3 cavallo del bianco · a2 pedone del bianco · b2 pedone del bianco · f2 pedone del bianco · g2 pedone del bianco · h2 pedone del bianco · a1 torre del bianco · c1 alfiere del bianco · d1 donna del bianco · e1 re del bianco · f1 alfiere del bianco · h1 torre del bianco | a8 torre del nero · c8 alfiere del nero · d8 donna del nero · e8 re del nero · f8 alfiere del nero · h8 torre del nero · b7 pedone del nero · f7 pedone del nero · g7 pedone del nero · h7 pedone del nero · a6 pedone del nero · c6 cavallo del nero · e6 pedone del nero · f6 cavallo del nero · d5 pedone del nero · c4 pedone del bianco · e4 pedone del bianco · a3 cavallo del bianco · c3 cavallo del bianco · a2 pedone del bianco · b2 pedone del bianco · f2 pedone del bianco · g2 pedone del bianco · h2 pedone del bianco · a1 torre del bianco · c1 alfiere del bianco · d1 donna del bianco · e1 re del bianco · f1 alfiere del bianco · h1 torre del bianco | a8 torre del nero · c8 alfiere del nero · d8 donna del nero · e8 re del nero · f8 alfiere del nero · h8 torre del nero · b7 pedone del nero · f7 pedone del nero · g7 pedone del nero · h7 pedone del nero · a6 pedone del nero · c6 cavallo del nero · e6 pedone del nero · f6 cavallo del nero · d5 pedone del nero · c4 pedone del bianco · e4 pedone del bianco · a3 cavallo del bianco · c3 cavallo del bianco · a2 pedone del bianco · b2 pedone del bianco · f2 pedone del bianco · g2 pedone del bianco · h2 pedone del bianco · a1 torre del bianco · c1 alfiere del bianco · d1 donna del bianco · e1 re del bianco · f1 alfiere del bianco · h1 torre del bianco | a8 torre del nero · c8 alfiere del nero · d8 donna del nero · e8 re del nero · f8 alfiere del nero · h8 torre del nero · b7 pedone del nero · f7 pedone del nero · g7 pedone del nero · h7 pedone del nero · a6 pedone del nero · c6 cavallo del nero · e6 pedone del nero · f6 cavallo del nero · d5 pedone del nero · c4 pedone del bianco · e4 pedone del bianco · a3 cavallo del bianco · c3 cavallo del bianco · a2 pedone del bianco · b2 pedone del bianco · f2 pedone del bianco · g2 pedone del bianco · h2 pedone del bianco · a1 torre del bianco · c1 alfiere del bianco · d1 donna del bianco · e1 re del bianco · f1 alfiere del bianco · h1 torre del bianco | a8 torre del nero · c8 alfiere del nero · d8 donna del nero · e8 re del nero · f8 alfiere del nero · h8 torre del nero · b7 pedone del nero · f7 pedone del nero · g7 pedone del nero · h7 pedone del nero · a6 pedone del nero · c6 cavallo del nero · e6 pedone del nero · f6 cavallo del nero · d5 pedone del nero · c4 pedone del bianco · e4 pedone del bianco · a3 cavallo del bianco · c3 cavallo del bianco · a2 pedone del bianco · b2 pedone del bianco · f2 pedone del bianco · g2 pedone del bianco · h2 pedone del bianco · a1 torre del bianco · c1 alfiere del bianco · d1 donna del bianco · e1 re del bianco · f1 alfiere del bianco · h1 torre del bianco | a8 torre del nero · c8 alfiere del nero · d8 donna del nero · e8 re del nero · f8 alfiere del nero · h8 torre del nero · b7 pedone del nero · f7 pedone del nero · g7 pedone del nero · h7 pedone del nero · a6 pedone del nero · c6 cavallo del nero · e6 pedone del nero · f6 cavallo del nero · d5 pedone del nero · c4 pedone del bianco · e4 pedone del bianco · a3 cavallo del bianco · c3 cavallo del bianco · a2 pedone del bianco · b2 pedone del bianco · f2 pedone del bianco · g2 pedone del bianco · h2 pedone del bianco · a1 torre del bianco · c1 alfiere del bianco · d1 donna del bianco · e1 re del bianco · f1 alfiere del bianco · h1 torre del bianco | a8 torre del nero · c8 alfiere del nero · d8 donna del nero · e8 re del nero · f8 alfiere del nero · h8 torre del nero · b7 pedone del nero · f7 pedone del nero · g7 pedone del nero · h7 pedone del nero · a6 pedone del nero · c6 cavallo del nero · e6 pedone del nero · f6 cavallo del nero · d5 pedone del nero · c4 pedone del bianco · e4 pedone del bianco · a3 cavallo del bianco · c3 cavallo del bianco · a2 pedone del bianco · b2 pedone del bianco · f2 pedone del bianco · g2 pedone del bianco · h2 pedone del bianco · a1 torre del bianco · c1 alfiere del bianco · d1 donna del bianco · e1 re del bianco · f1 alfiere del bianco · h1 torre del bianco | 5 |
| 4 | a8 torre del nero · c8 alfiere del nero · d8 donna del nero · e8 re del nero · f8 alfiere del nero · h8 torre del nero · b7 pedone del nero · f7 pedone del nero · g7 pedone del nero · h7 pedone del nero · a6 pedone del nero · c6 cavallo del nero · e6 pedone del nero · f6 cavallo del nero · d5 pedone del nero · c4 pedone del bianco · e4 pedone del bianco · a3 cavallo del bianco · c3 cavallo del bianco · a2 pedone del bianco · b2 pedone del bianco · f2 pedone del bianco · g2 pedone del bianco · h2 pedone del bianco · a1 torre del bianco · c1 alfiere del bianco · d1 donna del bianco · e1 re del bianco · f1 alfiere del bianco · h1 torre del bianco | a8 torre del nero · c8 alfiere del nero · d8 donna del nero · e8 re del nero · f8 alfiere del nero · h8 torre del nero · b7 pedone del nero · f7 pedone del nero · g7 pedone del nero · h7 pedone del nero · a6 pedone del nero · c6 cavallo del nero · e6 pedone del nero · f6 cavallo del nero · d5 pedone del nero · c4 pedone del bianco · e4 pedone del bianco · a3 cavallo del bianco · c3 cavallo del bianco · a2 pedone del bianco · b2 pedone del bianco · f2 pedone del bianco · g2 pedone del bianco · h2 pedone del bianco · a1 torre del bianco · c1 alfiere del bianco · d1 donna del bianco · e1 re del bianco · f1 alfiere del bianco · h1 torre del bianco | a8 torre del nero · c8 alfiere del nero · d8 donna del nero · e8 re del nero · f8 alfiere del nero · h8 torre del nero · b7 pedone del nero · f7 pedone del nero · g7 pedone del nero · h7 pedone del nero · a6 pedone del nero · c6 cavallo del nero · e6 pedone del nero · f6 cavallo del nero · d5 pedone del nero · c4 pedone del bianco · e4 pedone del bianco · a3 cavallo del bianco · c3 cavallo del bianco · a2 pedone del bianco · b2 pedone del bianco · f2 pedone del bianco · g2 pedone del bianco · h2 pedone del bianco · a1 torre del bianco · c1 alfiere del bianco · d1 donna del bianco · e1 re del bianco · f1 alfiere del bianco · h1 torre del bianco | a8 torre del nero · c8 alfiere del nero · d8 donna del nero · e8 re del nero · f8 alfiere del nero · h8 torre del nero · b7 pedone del nero · f7 pedone del nero · g7 pedone del nero · h7 pedone del nero · a6 pedone del nero · c6 cavallo del nero · e6 pedone del nero · f6 cavallo del nero · d5 pedone del nero · c4 pedone del bianco · e4 pedone del bianco · a3 cavallo del bianco · c3 cavallo del bianco · a2 pedone del bianco · b2 pedone del bianco · f2 pedone del bianco · g2 pedone del bianco · h2 pedone del bianco · a1 torre del bianco · c1 alfiere del bianco · d1 donna del bianco · e1 re del bianco · f1 alfiere del bianco · h1 torre del bianco | a8 torre del nero · c8 alfiere del nero · d8 donna del nero · e8 re del nero · f8 alfiere del nero · h8 torre del nero · b7 pedone del nero · f7 pedone del nero · g7 pedone del nero · h7 pedone del nero · a6 pedone del nero · c6 cavallo del nero · e6 pedone del nero · f6 cavallo del nero · d5 pedone del nero · c4 pedone del bianco · e4 pedone del bianco · a3 cavallo del bianco · c3 cavallo del bianco · a2 pedone del bianco · b2 pedone del bianco · f2 pedone del bianco · g2 pedone del bianco · h2 pedone del bianco · a1 torre del bianco · c1 alfiere del bianco · d1 donna del bianco · e1 re del bianco · f1 alfiere del bianco · h1 torre del bianco | a8 torre del nero · c8 alfiere del nero · d8 donna del nero · e8 re del nero · f8 alfiere del nero · h8 torre del nero · b7 pedone del nero · f7 pedone del nero · g7 pedone del nero · h7 pedone del nero · a6 pedone del nero · c6 cavallo del nero · e6 pedone del nero · f6 cavallo del nero · d5 pedone del nero · c4 pedone del bianco · e4 pedone del bianco · a3 cavallo del bianco · c3 cavallo del bianco · a2 pedone del bianco · b2 pedone del bianco · f2 pedone del bianco · g2 pedone del bianco · h2 pedone del bianco · a1 torre del bianco · c1 alfiere del bianco · d1 donna del bianco · e1 re del bianco · f1 alfiere del bianco · h1 torre del bianco | a8 torre del nero · c8 alfiere del nero · d8 donna del nero · e8 re del nero · f8 alfiere del nero · h8 torre del nero · b7 pedone del nero · f7 pedone del nero · g7 pedone del nero · h7 pedone del nero · a6 pedone del nero · c6 cavallo del nero · e6 pedone del nero · f6 cavallo del nero · d5 pedone del nero · c4 pedone del bianco · e4 pedone del bianco · a3 cavallo del bianco · c3 cavallo del bianco · a2 pedone del bianco · b2 pedone del bianco · f2 pedone del bianco · g2 pedone del bianco · h2 pedone del bianco · a1 torre del bianco · c1 alfiere del bianco · d1 donna del bianco · e1 re del bianco · f1 alfiere del bianco · h1 torre del bianco | a8 torre del nero · c8 alfiere del nero · d8 donna del nero · e8 re del nero · f8 alfiere del nero · h8 torre del nero · b7 pedone del nero · f7 pedone del nero · g7 pedone del nero · h7 pedone del nero · a6 pedone del nero · c6 cavallo del nero · e6 pedone del nero · f6 cavallo del nero · d5 pedone del nero · c4 pedone del bianco · e4 pedone del bianco · a3 cavallo del bianco · c3 cavallo del bianco · a2 pedone del bianco · b2 pedone del bianco · f2 pedone del bianco · g2 pedone del bianco · h2 pedone del bianco · a1 torre del bianco · c1 alfiere del bianco · d1 donna del bianco · e1 re del bianco · f1 alfiere del bianco · h1 torre del bianco | 4 |
| 3 | a8 torre del nero · c8 alfiere del nero · d8 donna del nero · e8 re del nero · f8 alfiere del nero · h8 torre del nero · b7 pedone del nero · f7 pedone del nero · g7 pedone del nero · h7 pedone del nero · a6 pedone del nero · c6 cavallo del nero · e6 pedone del nero · f6 cavallo del nero · d5 pedone del nero · c4 pedone del bianco · e4 pedone del bianco · a3 cavallo del bianco · c3 cavallo del bianco · a2 pedone del bianco · b2 pedone del bianco · f2 pedone del bianco · g2 pedone del bianco · h2 pedone del bianco · a1 torre del bianco · c1 alfiere del bianco · d1 donna del bianco · e1 re del bianco · f1 alfiere del bianco · h1 torre del bianco | a8 torre del nero · c8 alfiere del nero · d8 donna del nero · e8 re del nero · f8 alfiere del nero · h8 torre del nero · b7 pedone del nero · f7 pedone del nero · g7 pedone del nero · h7 pedone del nero · a6 pedone del nero · c6 cavallo del nero · e6 pedone del nero · f6 cavallo del nero · d5 pedone del nero · c4 pedone del bianco · e4 pedone del bianco · a3 cavallo del bianco · c3 cavallo del bianco · a2 pedone del bianco · b2 pedone del bianco · f2 pedone del bianco · g2 pedone del bianco · h2 pedone del bianco · a1 torre del bianco · c1 alfiere del bianco · d1 donna del bianco · e1 re del bianco · f1 alfiere del bianco · h1 torre del bianco | a8 torre del nero · c8 alfiere del nero · d8 donna del nero · e8 re del nero · f8 alfiere del nero · h8 torre del nero · b7 pedone del nero · f7 pedone del nero · g7 pedone del nero · h7 pedone del nero · a6 pedone del nero · c6 cavallo del nero · e6 pedone del nero · f6 cavallo del nero · d5 pedone del nero · c4 pedone del bianco · e4 pedone del bianco · a3 cavallo del bianco · c3 cavallo del bianco · a2 pedone del bianco · b2 pedone del bianco · f2 pedone del bianco · g2 pedone del bianco · h2 pedone del bianco · a1 torre del bianco · c1 alfiere del bianco · d1 donna del bianco · e1 re del bianco · f1 alfiere del bianco · h1 torre del bianco | a8 torre del nero · c8 alfiere del nero · d8 donna del nero · e8 re del nero · f8 alfiere del nero · h8 torre del nero · b7 pedone del nero · f7 pedone del nero · g7 pedone del nero · h7 pedone del nero · a6 pedone del nero · c6 cavallo del nero · e6 pedone del nero · f6 cavallo del nero · d5 pedone del nero · c4 pedone del bianco · e4 pedone del bianco · a3 cavallo del bianco · c3 cavallo del bianco · a2 pedone del bianco · b2 pedone del bianco · f2 pedone del bianco · g2 pedone del bianco · h2 pedone del bianco · a1 torre del bianco · c1 alfiere del bianco · d1 donna del bianco · e1 re del bianco · f1 alfiere del bianco · h1 torre del bianco | a8 torre del nero · c8 alfiere del nero · d8 donna del nero · e8 re del nero · f8 alfiere del nero · h8 torre del nero · b7 pedone del nero · f7 pedone del nero · g7 pedone del nero · h7 pedone del nero · a6 pedone del nero · c6 cavallo del nero · e6 pedone del nero · f6 cavallo del nero · d5 pedone del nero · c4 pedone del bianco · e4 pedone del bianco · a3 cavallo del bianco · c3 cavallo del bianco · a2 pedone del bianco · b2 pedone del bianco · f2 pedone del bianco · g2 pedone del bianco · h2 pedone del bianco · a1 torre del bianco · c1 alfiere del bianco · d1 donna del bianco · e1 re del bianco · f1 alfiere del bianco · h1 torre del bianco | a8 torre del nero · c8 alfiere del nero · d8 donna del nero · e8 re del nero · f8 alfiere del nero · h8 torre del nero · b7 pedone del nero · f7 pedone del nero · g7 pedone del nero · h7 pedone del nero · a6 pedone del nero · c6 cavallo del nero · e6 pedone del nero · f6 cavallo del nero · d5 pedone del nero · c4 pedone del bianco · e4 pedone del bianco · a3 cavallo del bianco · c3 cavallo del bianco · a2 pedone del bianco · b2 pedone del bianco · f2 pedone del bianco · g2 pedone del bianco · h2 pedone del bianco · a1 torre del bianco · c1 alfiere del bianco · d1 donna del bianco · e1 re del bianco · f1 alfiere del bianco · h1 torre del bianco | a8 torre del nero · c8 alfiere del nero · d8 donna del nero · e8 re del nero · f8 alfiere del nero · h8 torre del nero · b7 pedone del nero · f7 pedone del nero · g7 pedone del nero · h7 pedone del nero · a6 pedone del nero · c6 cavallo del nero · e6 pedone del nero · f6 cavallo del nero · d5 pedone del nero · c4 pedone del bianco · e4 pedone del bianco · a3 cavallo del bianco · c3 cavallo del bianco · a2 pedone del bianco · b2 pedone del bianco · f2 pedone del bianco · g2 pedone del bianco · h2 pedone del bianco · a1 torre del bianco · c1 alfiere del bianco · d1 donna del bianco · e1 re del bianco · f1 alfiere del bianco · h1 torre del bianco | a8 torre del nero · c8 alfiere del nero · d8 donna del nero · e8 re del nero · f8 alfiere del nero · h8 torre del nero · b7 pedone del nero · f7 pedone del nero · g7 pedone del nero · h7 pedone del nero · a6 pedone del nero · c6 cavallo del nero · e6 pedone del nero · f6 cavallo del nero · d5 pedone del nero · c4 pedone del bianco · e4 pedone del bianco · a3 cavallo del bianco · c3 cavallo del bianco · a2 pedone del bianco · b2 pedone del bianco · f2 pedone del bianco · g2 pedone del bianco · h2 pedone del bianco · a1 torre del bianco · c1 alfiere del bianco · d1 donna del bianco · e1 re del bianco · f1 alfiere del bianco · h1 torre del bianco | 3 |
| 2 | a8 torre del nero · c8 alfiere del nero · d8 donna del nero · e8 re del nero · f8 alfiere del nero · h8 torre del nero · b7 pedone del nero · f7 pedone del nero · g7 pedone del nero · h7 pedone del nero · a6 pedone del nero · c6 cavallo del nero · e6 pedone del nero · f6 cavallo del nero · d5 pedone del nero · c4 pedone del bianco · e4 pedone del bianco · a3 cavallo del bianco · c3 cavallo del bianco · a2 pedone del bianco · b2 pedone del bianco · f2 pedone del bianco · g2 pedone del bianco · h2 pedone del bianco · a1 torre del bianco · c1 alfiere del bianco · d1 donna del bianco · e1 re del bianco · f1 alfiere del bianco · h1 torre del bianco | a8 torre del nero · c8 alfiere del nero · d8 donna del nero · e8 re del nero · f8 alfiere del nero · h8 torre del nero · b7 pedone del nero · f7 pedone del nero · g7 pedone del nero · h7 pedone del nero · a6 pedone del nero · c6 cavallo del nero · e6 pedone del nero · f6 cavallo del nero · d5 pedone del nero · c4 pedone del bianco · e4 pedone del bianco · a3 cavallo del bianco · c3 cavallo del bianco · a2 pedone del bianco · b2 pedone del bianco · f2 pedone del bianco · g2 pedone del bianco · h2 pedone del bianco · a1 torre del bianco · c1 alfiere del bianco · d1 donna del bianco · e1 re del bianco · f1 alfiere del bianco · h1 torre del bianco | a8 torre del nero · c8 alfiere del nero · d8 donna del nero · e8 re del nero · f8 alfiere del nero · h8 torre del nero · b7 pedone del nero · f7 pedone del nero · g7 pedone del nero · h7 pedone del nero · a6 pedone del nero · c6 cavallo del nero · e6 pedone del nero · f6 cavallo del nero · d5 pedone del nero · c4 pedone del bianco · e4 pedone del bianco · a3 cavallo del bianco · c3 cavallo del bianco · a2 pedone del bianco · b2 pedone del bianco · f2 pedone del bianco · g2 pedone del bianco · h2 pedone del bianco · a1 torre del bianco · c1 alfiere del bianco · d1 donna del bianco · e1 re del bianco · f1 alfiere del bianco · h1 torre del bianco | a8 torre del nero · c8 alfiere del nero · d8 donna del nero · e8 re del nero · f8 alfiere del nero · h8 torre del nero · b7 pedone del nero · f7 pedone del nero · g7 pedone del nero · h7 pedone del nero · a6 pedone del nero · c6 cavallo del nero · e6 pedone del nero · f6 cavallo del nero · d5 pedone del nero · c4 pedone del bianco · e4 pedone del bianco · a3 cavallo del bianco · c3 cavallo del bianco · a2 pedone del bianco · b2 pedone del bianco · f2 pedone del bianco · g2 pedone del bianco · h2 pedone del bianco · a1 torre del bianco · c1 alfiere del bianco · d1 donna del bianco · e1 re del bianco · f1 alfiere del bianco · h1 torre del bianco | a8 torre del nero · c8 alfiere del nero · d8 donna del nero · e8 re del nero · f8 alfiere del nero · h8 torre del nero · b7 pedone del nero · f7 pedone del nero · g7 pedone del nero · h7 pedone del nero · a6 pedone del nero · c6 cavallo del nero · e6 pedone del nero · f6 cavallo del nero · d5 pedone del nero · c4 pedone del bianco · e4 pedone del bianco · a3 cavallo del bianco · c3 cavallo del bianco · a2 pedone del bianco · b2 pedone del bianco · f2 pedone del bianco · g2 pedone del bianco · h2 pedone del bianco · a1 torre del bianco · c1 alfiere del bianco · d1 donna del bianco · e1 re del bianco · f1 alfiere del bianco · h1 torre del bianco | a8 torre del nero · c8 alfiere del nero · d8 donna del nero · e8 re del nero · f8 alfiere del nero · h8 torre del nero · b7 pedone del nero · f7 pedone del nero · g7 pedone del nero · h7 pedone del nero · a6 pedone del nero · c6 cavallo del nero · e6 pedone del nero · f6 cavallo del nero · d5 pedone del nero · c4 pedone del bianco · e4 pedone del bianco · a3 cavallo del bianco · c3 cavallo del bianco · a2 pedone del bianco · b2 pedone del bianco · f2 pedone del bianco · g2 pedone del bianco · h2 pedone del bianco · a1 torre del bianco · c1 alfiere del bianco · d1 donna del bianco · e1 re del bianco · f1 alfiere del bianco · h1 torre del bianco | a8 torre del nero · c8 alfiere del nero · d8 donna del nero · e8 re del nero · f8 alfiere del nero · h8 torre del nero · b7 pedone del nero · f7 pedone del nero · g7 pedone del nero · h7 pedone del nero · a6 pedone del nero · c6 cavallo del nero · e6 pedone del nero · f6 cavallo del nero · d5 pedone del nero · c4 pedone del bianco · e4 pedone del bianco · a3 cavallo del bianco · c3 cavallo del bianco · a2 pedone del bianco · b2 pedone del bianco · f2 pedone del bianco · g2 pedone del bianco · h2 pedone del bianco · a1 torre del bianco · c1 alfiere del bianco · d1 donna del bianco · e1 re del bianco · f1 alfiere del bianco · h1 torre del bianco | a8 torre del nero · c8 alfiere del nero · d8 donna del nero · e8 re del nero · f8 alfiere del nero · h8 torre del nero · b7 pedone del nero · f7 pedone del nero · g7 pedone del nero · h7 pedone del nero · a6 pedone del nero · c6 cavallo del nero · e6 pedone del nero · f6 cavallo del nero · d5 pedone del nero · c4 pedone del bianco · e4 pedone del bianco · a3 cavallo del bianco · c3 cavallo del bianco · a2 pedone del bianco · b2 pedone del bianco · f2 pedone del bianco · g2 pedone del bianco · h2 pedone del bianco · a1 torre del bianco · c1 alfiere del bianco · d1 donna del bianco · e1 re del bianco · f1 alfiere del bianco · h1 torre del bianco | 2 |
| 1 | a8 torre del nero · c8 alfiere del nero · d8 donna del nero · e8 re del nero · f8 alfiere del nero · h8 torre del nero · b7 pedone del nero · f7 pedone del nero · g7 pedone del nero · h7 pedone del nero · a6 pedone del nero · c6 cavallo del nero · e6 pedone del nero · f6 cavallo del nero · d5 pedone del nero · c4 pedone del bianco · e4 pedone del bianco · a3 cavallo del bianco · c3 cavallo del bianco · a2 pedone del bianco · b2 pedone del bianco · f2 pedone del bianco · g2 pedone del bianco · h2 pedone del bianco · a1 torre del bianco · c1 alfiere del bianco · d1 donna del bianco · e1 re del bianco · f1 alfiere del bianco · h1 torre del bianco | a8 torre del nero · c8 alfiere del nero · d8 donna del nero · e8 re del nero · f8 alfiere del nero · h8 torre del nero · b7 pedone del nero · f7 pedone del nero · g7 pedone del nero · h7 pedone del nero · a6 pedone del nero · c6 cavallo del nero · e6 pedone del nero · f6 cavallo del nero · d5 pedone del nero · c4 pedone del bianco · e4 pedone del bianco · a3 cavallo del bianco · c3 cavallo del bianco · a2 pedone del bianco · b2 pedone del bianco · f2 pedone del bianco · g2 pedone del bianco · h2 pedone del bianco · a1 torre del bianco · c1 alfiere del bianco · d1 donna del bianco · e1 re del bianco · f1 alfiere del bianco · h1 torre del bianco | a8 torre del nero · c8 alfiere del nero · d8 donna del nero · e8 re del nero · f8 alfiere del nero · h8 torre del nero · b7 pedone del nero · f7 pedone del nero · g7 pedone del nero · h7 pedone del nero · a6 pedone del nero · c6 cavallo del nero · e6 pedone del nero · f6 cavallo del nero · d5 pedone del nero · c4 pedone del bianco · e4 pedone del bianco · a3 cavallo del bianco · c3 cavallo del bianco · a2 pedone del bianco · b2 pedone del bianco · f2 pedone del bianco · g2 pedone del bianco · h2 pedone del bianco · a1 torre del bianco · c1 alfiere del bianco · d1 donna del bianco · e1 re del bianco · f1 alfiere del bianco · h1 torre del bianco | a8 torre del nero · c8 alfiere del nero · d8 donna del nero · e8 re del nero · f8 alfiere del nero · h8 torre del nero · b7 pedone del nero · f7 pedone del nero · g7 pedone del nero · h7 pedone del nero · a6 pedone del nero · c6 cavallo del nero · e6 pedone del nero · f6 cavallo del nero · d5 pedone del nero · c4 pedone del bianco · e4 pedone del bianco · a3 cavallo del bianco · c3 cavallo del bianco · a2 pedone del bianco · b2 pedone del bianco · f2 pedone del bianco · g2 pedone del bianco · h2 pedone del bianco · a1 torre del bianco · c1 alfiere del bianco · d1 donna del bianco · e1 re del bianco · f1 alfiere del bianco · h1 torre del bianco | a8 torre del nero · c8 alfiere del nero · d8 donna del nero · e8 re del nero · f8 alfiere del nero · h8 torre del nero · b7 pedone del nero · f7 pedone del nero · g7 pedone del nero · h7 pedone del nero · a6 pedone del nero · c6 cavallo del nero · e6 pedone del nero · f6 cavallo del nero · d5 pedone del nero · c4 pedone del bianco · e4 pedone del bianco · a3 cavallo del bianco · c3 cavallo del bianco · a2 pedone del bianco · b2 pedone del bianco · f2 pedone del bianco · g2 pedone del bianco · h2 pedone del bianco · a1 torre del bianco · c1 alfiere del bianco · d1 donna del bianco · e1 re del bianco · f1 alfiere del bianco · h1 torre del bianco | a8 torre del nero · c8 alfiere del nero · d8 donna del nero · e8 re del nero · f8 alfiere del nero · h8 torre del nero · b7 pedone del nero · f7 pedone del nero · g7 pedone del nero · h7 pedone del nero · a6 pedone del nero · c6 cavallo del nero · e6 pedone del nero · f6 cavallo del nero · d5 pedone del nero · c4 pedone del bianco · e4 pedone del bianco · a3 cavallo del bianco · c3 cavallo del bianco · a2 pedone del bianco · b2 pedone del bianco · f2 pedone del bianco · g2 pedone del bianco · h2 pedone del bianco · a1 torre del bianco · c1 alfiere del bianco · d1 donna del bianco · e1 re del bianco · f1 alfiere del bianco · h1 torre del bianco | a8 torre del nero · c8 alfiere del nero · d8 donna del nero · e8 re del nero · f8 alfiere del nero · h8 torre del nero · b7 pedone del nero · f7 pedone del nero · g7 pedone del nero · h7 pedone del nero · a6 pedone del nero · c6 cavallo del nero · e6 pedone del nero · f6 cavallo del nero · d5 pedone del nero · c4 pedone del bianco · e4 pedone del bianco · a3 cavallo del bianco · c3 cavallo del bianco · a2 pedone del bianco · b2 pedone del bianco · f2 pedone del bianco · g2 pedone del bianco · h2 pedone del bianco · a1 torre del bianco · c1 alfiere del bianco · d1 donna del bianco · e1 re del bianco · f1 alfiere del bianco · h1 torre del bianco | a8 torre del nero · c8 alfiere del nero · d8 donna del nero · e8 re del nero · f8 alfiere del nero · h8 torre del nero · b7 pedone del nero · f7 pedone del nero · g7 pedone del nero · h7 pedone del nero · a6 pedone del nero · c6 cavallo del nero · e6 pedone del nero · f6 cavallo del nero · d5 pedone del nero · c4 pedone del bianco · e4 pedone del bianco · a3 cavallo del bianco · c3 cavallo del bianco · a2 pedone del bianco · b2 pedone del bianco · f2 pedone del bianco · g2 pedone del bianco · h2 pedone del bianco · a1 torre del bianco · c1 alfiere del bianco · d1 donna del bianco · e1 re del bianco · f1 alfiere del bianco · h1 torre del bianco | 1 |
|   | a | b | c | d | e | f | g | h |   |

- 1961:  vince il Torneo di Capodanno di Reggio Emilia 1960/61;
- 1965:  pari primo con Evgenij Vasjukov nel Memorial Rubinstein di Polanica-Zdrój;[2]
- 1967:  vince il torneo internazionale di Budapest;
- 1969:  vince a Budapest il Campionato ungherese;
- 1970:  vince l'open di Bagneux;
- 1970:  pari secondo a Bari con László Bárczay, dietro a Dragoljub Janošević;
- 1971:  vince l'open del Lussemburgo.

In una partita del campionato ungherese 1965 con Károly Honfi, Dely giocò un gambetto della variante Tajmanov della difesa Siciliana che fu poi adottato da Garri Kasparov nel Mondiale del 1985 a Mosca contro Anatolij Karpov:
1. e4 c5 2. Cf3 e6 3. d4 cxd4 4. Cxd4 Cc6 5. Cb5 d6 6. c4 Cf6 7. Cc3 a6 8. Ca3 d5!?  (anziché l'usuale 8. ...Ae7)
Questa variante è ora nota come "Gambetto Kasparov-Dely".